# برنارد شو (صحافي)
برنارد شو (بالإنجليزية: Bernard Shaw)‏ (من مواليد 22 مايو 1940 في شيكاغو، الولايات المتحدة) صحافي أمريكي ومقدم أخبار لشبكة سي إن إن من عام 1980 حتى تقاعده في مارس 2001.

## السيرة الذاتية

### النشأة
ولد شو في شيكاغو في ولاية إلينوي ودرس في جامعة إلينوي في شيكاغو من 1963 إلى 1968. خدم في قوات مشاة بحرية الولايات المتحدة بما في ذلك ستينتس في هاواي ومحطة مارين كوربس الجوية في شيري بوينت في ولاية كارولينا الشمالية حيث كان في عام 1962 اختصاصي «مركز الرسائل» في رتبة العريف. أبدى اهتماما كبيرا في وسائل الإعلام المطبوعة ومقالات الصحف وكثيرا ما سافر في عطلة نهاية الأسبوع إلى واشنطن العاصمة وزرع معارفه مع والتر كرونكايت وكان مهتما في لعبة كرة القاعدة.

### المسيرة المهنية
بدأ شو عمله المهني في البث كمراسل لشبكة دبليو إن يو إس في شيكاغو. ثم عمل كمراسل لشركة ويستنغهاوس للإذاعة في شيكاغو وانتقل لاحقا إلى واشنطن كمراسل للبيت الأبيض. عمل كمراسل في مكتب سي بي إس نيوز في واشنطن من 1971 إلى 1977. في عام 1977 انتقل إلى إيه بي سي نيوز كمراسل في أمريكا اللاتينية قبل أن يصبح مراسل كابيتول هيل. غادر إيه بي سي نيوز في عام 1980 للانتقال إلى سي إن إن كمساعد مشارك في نشرة الأخبار الرئيسية من واشنطن العاصمة.
يعرف شو على نطاق واسع بالمسألة التي طرحها على مرشح الرئاسة الأمريكي الديمقراطي مايكل دوكاكيس في مناقشته الرئاسية الثانية مع جورج بوش الأب خلال انتخابات عام 1988 التي كان شو يسيطر عليها. مع معرفته بأن دوكاكيس يعارض عقوبة الإعدام سأله شو عما إذا كان سيدعم عقوبة الإعدام التي لا رجعة فيها على رجل اغتصب وقتل زوجة دوكاكيس افتراضيا. رد دوكاكيس بأنه لن يفعل ذلك. رأى النقاد أنه وضع رده بشكل قانوني ومنطقي جدا ولم يعالجه بشكل كاف على المستوى الشخصي. وجدت كيتي دوكاكيس من بين شخصيات عامة أخرى مسألة تحريضية وغير مبررة في نقاش رئاسي. كان يتواجد العديد من الصحفيين أيضا مع شو بما في ذلك آن كومبتون وأندريا ميتشل ومارغريت غارارد وارنر الذين أبدوا عن اهتمامهم بإخراج اسم دوكاكيس من السؤال.
يتم تذكره أيضا في تقاريره عن حرب الخليج الثانية عام 1991. في مقابلة مع مراسلي شبكة سي إن إن جون هوليمان وبيتر آرنت من فندق الرشيد في بغداد عثر على مأوى تحت سطح المكتب حيث أفاد بأن صواريخ كروز تحلق فوق نافذته. كما قام برحلات متكررة ذهابا وإيابا من مأوى الفندق. بينما وصف الوضع في بغداد قال الشهير «بوضوح أنا لم أكن هناك ولكن هذا يبدو وكأننا في وسط الجحيم».
أدار نقاش نائب الرئيس في أكتوبر 2000 بين ديك تشيني وجو ليبرمان.
شارك شو في وضع السياسة الداخلية لقناة سي إن إن من عام 1992 حتى تقاعده من سي إن إن في عام 2001. ظهر في بعض الأحيان على شبكة سي إن إن بما في ذلك في مايو 2005 عندما حلقت طائرة في الفضاء الجوي المقيد في واشنطن العاصمة كما شارك في آخر ظهور لجودي وودروف على شبكة سي إن إن في يونيو 2005.

## الجوائز
- 1994: جائزة والتر كرونكيت للتميز في الصحافة[10]
- 1996: جائزة بول وايت، جمعية الإذاعة التلفزيونية الرقمية للإذاعة[11]
- حصل برنارد شو على لقب الحائز على جائزة أكاديمية لينكولن في إلينوي وحصل على جائزة لينكولن (أعلى شرف للدولة) من قبل حاكم إلينوي في عام 2002 في مجال الاتصالات[12]